# ダミアン・ボハル
ダミアン・ボハル（Damjan Bohar 、1991年10月18日 - ）は、スロベニア・ムルスカ・ソボタ出身のプロサッカー選手。NKオシエク所属。ポジションは、ミッドフィールダー（左ウイング）。

## タイトル
マリボル
- スロベニア・プルヴァリーガ: 2013-14, 2014-15, 2016-17
- スロベニア・カップ: 2015-16
- スロベニア・スーパーカップ: 2013, 2014